# Argentina i olympiska sommarspelen 2000
Argentina deltog i de olympiska sommarspelen 2000 med en trupp bestående av 143 deltagare, 98 män och 45 kvinnor, och de tog totalt fyra medaljer.

## Medaljer

### Silver
- Carlos Espínola - Segling, Herrarnas mistral
- Magdalena Aicega, María Paz Ferrari, Anabel Gambero, Karina Masotta, Mariela Antoniska, Soledad García, Vanina Oneto, Inés Arrondo, María de la Paz Hernández, Jorgelina Rimoldi, Luciana Aymar, Laura Maiztegui, Cecilia Rognoni, Mercedes Margalot, Ayelén Stepnik och Paola Vukojicic - Landhockeylandslaget, Damernas turnering

### Brons
- Juan de la Fuente och Javier Conte - Segling, Herrarnas 470
- Serena Amato - Segling, Damernas europajolle

## Bordtennis
| Idrottare                 | Gren       | Inledande omgång                                  | 32-delsfinaler       | Åttondelsfinaler     | Kvartsfinaler        | Semifinaler          | Final                |                  |
| Idrottare                 | Gren       | Motståndare Resultat                              | Motståndare Resultat | Motståndare Resultat | Motståndare Resultat | Motståndare Resultat | Motståndare Resultat |                  |
| ------------------------- | ---------- | ------------------------------------------------- | -------------------- | -------------------- | -------------------- | -------------------- | -------------------- | ---------------- |
| Liu Song                  | Herrsingel | Boll (GER) L 1–3 Al-Hammadi (QAT) W 3–1           | Gick inte vidare     | Gick inte vidare     | Gick inte vidare     | Gick inte vidare     | Gick inte vidare     |                  |
| Liu Song, Pablo Tabachnik | Herrdubbel | Huang - Liu (CAN) L 1–2 Eloi - Legout (FRA) L 0–2 | N/A                  | Gick inte vidare     | Gick inte vidare     | Gick inte vidare     | Gick inte vidare     | Gick inte vidare |

## Boxning
| Idrottare               | Gren            | Sextondelsfinaler         | Åttondelsfinaler       | Kvartsfinaler        | Semifinaler          | Final                | Final            |                  |
| Idrottare               | Gren            | Motståndare Resultat      | Motståndare Resultat   | Motståndare Resultat | Motståndare Resultat | Motståndare Resultat | Placering        |                  |
| ----------------------- | --------------- | ------------------------- | ---------------------- | -------------------- | -------------------- | -------------------- | ---------------- | ---------------- |
| Omar Andrés Narváez     | Lätt flugvikt   | Valcárcel (PUR) W         | Sydorenko (UKR) L      | Gick inte vidare     | Gick inte vidare     | Gick inte vidare     | Gick inte vidare |                  |
| Ceferino Labarda        | Bantamvikt      | Malakhbekov (RUS) L       | Gick inte vidare       | Gick inte vidare     | Gick inte vidare     | Gick inte vidare     | Gick inte vidare |                  |
| Ceferino Labarda        | Bantamvikt      | Malakhbekov (RUS) L (RSC) | Gick inte vidare       | Gick inte vidare     | Gick inte vidare     | Gick inte vidare     | Gick inte vidare |                  |
| Israel Héctor Perez     | Fjädervikt      | Bye                       | Simelane (SWZ) W (RSC) | Tamsamani (MAR) L    | Gick inte vidare     | Gick inte vidare     | Gick inte vidare | Gick inte vidare |
| Victor Hugo Castro      | Lätt weltervikt | Huste (GER) L             | Gick inte vidare       | Gick inte vidare     | Gick inte vidare     | Gick inte vidare     | Gick inte vidare |                  |
| Guillermo Saputo        | Weltervikt      | Dotsenko (UKR) L          | Gick inte vidare       | Gick inte vidare     | Gick inte vidare     | Gick inte vidare     | Gick inte vidare |                  |
| Mariano Natalio Carrera | Mellanvikt      | Kuloglu (TUR) L (RSC)     | Gick inte vidare       | Gick inte vidare     | Gick inte vidare     | Gick inte vidare     | Gick inte vidare |                  |
| Hugo Garay              | Lätt tungvikt   | Orazaliev (KAZ) L (RSC)   | Gick inte vidare       | Gick inte vidare     | Gick inte vidare     | Gick inte vidare     | Gick inte vidare |                  |

Key:
- RSC – Referee stopped contest

## Cykling

### Mountainbike
| Idrottare     | Gren                  | Tid        | Placering |
| ------------- | --------------------- | ---------- | --------- |
| Ignacio Gili  | Herrarnas terränglopp | DNF        | DNF       |
| Jimena Florit | Damernas terränglopp  | 2:00:49,05 | 20        |

### Bana
Förföljelse
| Idrottare                                                                   | Gren                     | Kval     | Kval      | 1:a omgången     | 1:a omgången     | Final            | Final            |
| Idrottare                                                                   | Gren                     | Tid      | Placering | Motståndare Tid  | Placering        | Motståndare Tid  | Placering        |
| --------------------------------------------------------------------------- | ------------------------ | -------- | --------- | ---------------- | ---------------- | ---------------- | ---------------- |
| Walter Pérez                                                                | Herrarnas förföljelse    | 4:30,757 | 8         | Gick inte vidare | Gick inte vidare | Gick inte vidare | Gick inte vidare |
| Walter Pérez, Edgardo Simón, Gonzalo Martín García, Juan Guillermo Brunetta | Herrarnas lagförföljelse | 4:10,940 | 9         | Gick inte vidare | Gick inte vidare | Gick inte vidare | Gick inte vidare |

Poänglopp
| Cyklist                         | Gren                | Poäng | Placering |
| ------------------------------- | ------------------- | ----- | --------- |
| Juan Curuchet                   | Herrarnas poänglopp | 8     | 14        |
| Juan Curuchet, Gabriel Curuchet | Herrarnas Madison   | 9     | 7         |

## Friidrott
Herrar
| Idrottare          | Gren                     | Heat     | Heat      | Kvartsfinal      | Kvartsfinal      | Semifinal        | Semifinal        | Final            | Final            |
| Idrottare          | Gren                     | Resultat | Placering | Resultat         | Placering        | Resultat         | Placering        | Resultat         | Placering        |
| ------------------ | ------------------------ | -------- | --------- | ---------------- | ---------------- | ---------------- | ---------------- | ---------------- | ---------------- |
| Gabriel Simon      | Herrarnas 100 meter      | 10,56    | 5         | Gick inte vidare | Gick inte vidare | Gick inte vidare | Gick inte vidare | Gick inte vidare | Gick inte vidare |
| Carlos Gats        | Herrarnas 200 meter      | 21,15    | 5         | Gick inte vidare | Gick inte vidare | Gick inte vidare | Gick inte vidare | Gick inte vidare | Gick inte vidare |
| Gustavo Aguirre    | Herrarnas 400 meter      | 47,03    | 5         | Gick inte vidare | Gick inte vidare | Gick inte vidare | Gick inte vidare | Gick inte vidare | Gick inte vidare |
| Marcelo Pugliese   | Herrarnas diskuskastning | 56,30    | 19        | N/A              | N/A              | N/A              | N/A              | Gick inte vidare | Gick inte vidare |
| Juan Ignacio Cerra | Herrarnas släggkastning  | 72,86    | 15        | N/A              | N/A              | N/A              | N/A              | Gick inte vidare | Gick inte vidare |
| Oscar Cortínez     | Herrarnas maraton        | N/A      | N/A       | N/A              | N/A              | N/A              | N/A              | 2:25:01          | 58               |

Damer
| Idrottare         | Gren                    | Heat     | Heat      | Kvartsfinal      | Kvartsfinal      | Semifinal        | Semifinal        | Final            | Final            |
| Idrottare         | Gren                    | Resultat | Placering | Resultat         | Placering        | Resultat         | Placering        | Resultat         | Placering        |
| ----------------- | ----------------------- | -------- | --------- | ---------------- | ---------------- | ---------------- | ---------------- | ---------------- | ---------------- |
| Elisa Cobanea     | Damernas 5 000 meter    | 16:16,58 | 14        | N/A              | N/A              | Gick inte vidare | Gick inte vidare | Gick inte vidare | Gick inte vidare |
| Verónica de Paoli | Damernas 100 meter häck | 14,61    | 8         | Gick inte vidare | Gick inte vidare | Gick inte vidare | Gick inte vidare | Gick inte vidare | Gick inte vidare |
| Andrea Ávila      | Damernas längdhopp      | 6,11     | 16        | N/A              | N/A              | N/A              | N/A              | Gick inte vidare | Gick inte vidare |
| Solange Witteveen | Damernas höjdhopp       | 1,89     | 10        | N/A              | N/A              | N/A              | N/A              | Gick inte vidare | Gick inte vidare |
| Alejandra García  | Damernas stavhopp       | 4,15     | 9         | N/A              | N/A              | N/A              | N/A              | Gick inte vidare | Gick inte vidare |

## Fäktning
| Idrottare         | Gren              | 64-delsfinaler         | 32-delsfinaler       | Åttondelsfinaler     | Kvartsfinaler        | Semifinaler          | Final                |
| Idrottare         | Gren              | Motståndare Resultat   | Motståndare Resultat | Motståndare Resultat | Motståndare Resultat | Motståndare Resultat | Motståndare Resultat |
| ----------------- | ----------------- | ---------------------- | -------------------- | -------------------- | -------------------- | -------------------- | -------------------- |
| Diego Drajer      | Herrarnas sabel   | Williams (GBR) L 13–15 | Gick inte vidare     | Gick inte vidare     | Gick inte vidare     | Gick inte vidare     | Gick inte vidare     |
| Leandro Marchetti | Herrarnas florett | Guyart (FRA) L 6–15    | Gick inte vidare     | Gick inte vidare     | Gick inte vidare     | Gick inte vidare     | Gick inte vidare     |
| Alejandra Carbone | Damernas florett  | Shimada (JPN) W 15–13  | Xiao (CHN) L 8–15    | Gick inte vidare     | Gick inte vidare     | Gick inte vidare     | Gick inte vidare     |

## Gymnastik
Artistisk
| Idrottare      | Gren                           | Redskap    | Redskap | Redskap | Redskap | Kval   | Kval      | Final            | Final            |
| Idrottare      | Gren                           | Fristående | Hopp    | Barr    | Bom     | Totalt | Placering | Totalt           | Placering        |
| -------------- | ------------------------------ | ---------- | ------- | ------- | ------- | ------ | --------- | ---------------- | ---------------- |
| Melina Sirolli | Damernas individuella mångkamp | 9,162      | 9,256   | 9,037   | 8,950   | 36,405 | 48        | Gick inte vidare | Gick inte vidare |
| Melina Sirolli | Damernas fristående            | 9,162      | N/A     | N/A     | N/A     | 9,162  | 49        | Gick inte vidare | Gick inte vidare |
| Melina Sirolli | Damernas hopp                  | N/A        | 9,256   | N/A     | N/A     | 9,256  | 38        | Gick inte vidare | Gick inte vidare |
| Melina Sirolli | Damernas barr                  | N/A        | N/A     | 9,037   | N/A     | 9,037  | 71        | Gick inte vidare | Gick inte vidare |
| Melina Sirolli | Damernas bom                   | N/A        | N/A     | N/A     | 8,950   | 8,950  | 67        | Gick inte vidare | Gick inte vidare |

## Judo
Herrar
| Jorge Lencina     | Extra lättvikt (-60 kg)  | Smagulov (KGZ) L 0001–1001                            | Gick inte vidare           | Gick inte vidare               | Gick inte vidare | Gick inte vidare | Gick inte vidare             | Gick inte vidare             | Gick inte vidare | Gick inte vidare |
| Martín Ríos       | Halv lättvikt (-66 kg)   | Matsiev (RUS) L 0000–0200                             | Gick inte vidare           | Gick inte vidare               | Gick inte vidare | Gick inte vidare | Gick inte vidare             | Gick inte vidare             | Gick inte vidare | Gick inte vidare |
| Sebastián Alquati | Lättvikt (-73 kg)        | Payne (BAR) W 1010–0010                               | Choi (KOR) L 0001–0110     | Gick inte vidare               | Gick inte vidare | Gick inte vidare | Pedro (USA) L 0001–0202      | Gick inte vidare             | Gick inte vidare | Gick inte vidare |
| Dario García      | Halv mellanvikt (-81 kg) | Azizov (AZE)[a] W 1000–0000 Echarte (ESP) W 0002–0001 | Takimoto (JPN) L 0000–1000 | Gick inte vidare               | Gick inte vidare | Gick inte vidare | Seilkhanov (KAZ) L 0111–1001 | Gick inte vidare             | Gick inte vidare | Gick inte vidare |
| Eduardo Costa     | Mellanvikt (-90 kg)      | Monti (ITA) W 1010–0100                               | Yoo (KOR) W 1021–0100      | Demontfaucon (FRA) L 0000–1000 | Gick inte vidare | Gick inte vidare | Bye                          | Mashurenko (UKR) L 0001–1000 | Gick inte vidare | Gick inte vidare |
| Alejandro Bender  | Halv tungvikt (-100 kg)  | Paškevičius (LTU) L 0000–1000                         | Gick inte vidare           | Gick inte vidare               | Gick inte vidare | Gick inte vidare | Gick inte vidare             | Gick inte vidare             | Gick inte vidare | Gick inte vidare |
| Orlando Baccino   | Tungvikt (+100 kg)       | Csösz (HUN) W 1000–0000                               | Pan (CHN) L 0010–1010      | Gick inte vidare               | Gick inte vidare | Gick inte vidare | Gick inte vidare             | Gick inte vidare             | Gick inte vidare | Gick inte vidare |

Damer
| Idrottare        | Gren                   | Inledande             | Sextondelsfinal         | Åttondelsfinal       | Kvartsfinal          | Semifinal            | Final                | Första återkvalet Omgång | Återkval Kvartsfinal   | Återkval Semifinal   | Brons- match         | Placering |
| Idrottare        | Gren                   | Motståndare Resultat  | Motståndare Resultat    | Motståndare Resultat | Motståndare Resultat | Motståndare Resultat | Motståndare Resultat | Motståndare Resultat     | Motståndare Resultat   | Motståndare Resultat | Motståndare Resultat | Placering |
| ---------------- | ---------------------- | --------------------- | ----------------------- | -------------------- | -------------------- | -------------------- | -------------------- | ------------------------ | ---------------------- | -------------------- | -------------------- | --------- |
| Carolina Mariani | Halv lättvikt (-52 kg) | Bye                   | Shih (TPE) W 0001–0000  | Verdecia (CUB) L     | Gick inte vidare     | Gick inte vidare     | Gick inte vidare     | Bye                      | Leon (ESP) L 0002–1001 | Gick inte vidare     | Gick inte vidare     |           |
| Daniela Krukower | Mellanvikt (-70 kg)    | Bah (GUI) W 1040–0000 | Howey (GBR) L 0000–0201 | Gick inte vidare     | Gick inte vidare     | Gick inte vidare     | Bye                  | Bosch (NED) L 0001–0001  | Gick inte vidare       | Gick inte vidare     |                      |           |

## Kanotsport
Sprint
| Kanotist                                        | Gren                 | Heat     | Heat      | Semifinal        | Semifinal        | Final            | Final            |
| Kanotist                                        | Gren                 | Tid      | Placering | Tid              | Placering        | Tid              | Placering        |
| ----------------------------------------------- | -------------------- | -------- | --------- | ---------------- | ---------------- | ---------------- | ---------------- |
| Javier Correa                                   | Herrarnas K-1 500 m  | 1:41,557 | 1 Q       | 1:42,784         | 6                | Gick inte vidare | Gick inte vidare |
| Javier Correa                                   | Herrarnas K-1 1000 m | 1:40,275 | 2 Q       | 3:37,975         | 1 Q              | 3:35,687         | 5                |
| Fernando Martin Redondo, Abelardo Andres Sztrum | Herrarnas K-2 1000 m | 3:24,324 | 9         | Gick inte vidare | Gick inte vidare | Gick inte vidare | Gick inte vidare |

## Landhockey
Herrar
Coach: Jorge Ruiz

1. Pablo Moreira (GK) (c)
2. Juan Pablo Hourquebie
3. Máximo Pellegrino
4. Matias Vila
5. Ezequiel Paulón
6. Mariano Chao
7. Mario Almada
8. Carlos Retegui
9. Rodrigo Vila
10. Tomás MacCormik
11. Santiago Capurro
12. Marcos Riccardi
13. Jorge Lombi
14. Fernando Zylberberg
15. Germán Orozco
16. Fernando Oscaris

Gruppspel
| Lag        | Spelade | W | D | L | GF | GA | Poäng |
| ---------- | ------- | - | - | - | -- | -- | ----- |
| Australien | 5       | 3 | 2 | 0 | 12 | 6  | 11    |
| Sydkorea   | 5       | 2 | 2 | 1 | 9  | 7  | 8     |
| Indien     | 5       | 2 | 2 | 1 | 9  | 7  | 8     |
| Argentina  | 5       | 1 | 2 | 2 | 13 | 13 | 5     |
| Polen      | 5       | 1 | 2 | 2 | 12 | 14 | 4     |
| Spanien    | 5       | 0 | 2 | 3 | 7  | 15 | 2     |

Damer
Coach: Sergio Vigil

1. Mariela Antoniska (GK)
2. Soledad García
3. Magdalena Aicega
4. María Paz Ferrari
5. Anabel Gambero
6. Ayelén Stepnik
7. Inés Arrondo
8. Luciana Aymar
9. Vanina Oneto
10. Jorgelina Rimoldi
11. Karina Masotta (c)
12. Paola Vukojicic (GK)
13. Laura Maiztegui
14. Mercedes Margalot
15. María de la Paz Hernández
16. Cecilia Rognoni

Gruppspel
| Lag            | Spelade | W | D | L | GF | GA | Poäng |
| -------------- | ------- | - | - | - | -- | -- | ----- |
| Australien     | 4       | 3 | 1 | 0 | 9  | 3  | 10    |
| Argentina      | 4       | 2 | 0 | 2 | 5  | 6  | 6     |
| Spanien        | 4       | 1 | 2 | 1 | 2  | 3  | 5     |
| Storbritannien | 4       | 1 | 1 | 2 | 5  | 5  | 4     |
| Sydkorea       | 4       | 0 | 2 | 2 | 4  | 8  | 2     |

Slutspel
| Lag           | Spelade | W | D | L | GF | GA | Poäng |
| ------------- | ------- | - | - | - | -- | -- | ----- |
| Australien    | 5       | 4 | 1 | 0 | 17 | 3  | 13    |
| Argentina     | 5       | 3 | 0 | 2 | 13 | 7  | 9     |
| Nederländerna | 5       | 2 | 0 | 3 | 8  | 14 | 6     |
| Spanien       | 5       | 1 | 3 | 1 | 5  | 5  | 6     |
| Kina          | 5       | 1 | 1 | 3 | 4  | 10 | 4     |
| Nya Zeeland   | 5       | 1 | 1 | 3 | 8  | 16 | 4     |

## Ridsport

### Hoppning
| Ryttare       | Häst    | Gren                 | Kvalomgång 1 | Kvalomgång 1 | Kvalomgång 2 | Kvalomgång 2 | Kvalomgång 2 | Kvalomgång 3 | Kvalomgång 3 | Kvalomgång 3 | Final    | Final     | Final    | Final     | Final            | Final            |
| Ryttare       | Häst    | Gren                 | Kvalomgång 1 | Kvalomgång 1 | Kvalomgång 2 | Kvalomgång 2 | Kvalomgång 2 | Kvalomgång 3 | Kvalomgång 3 | Kvalomgång 3 | Omgång A | Omgång A  | Omgång B | Omgång B  | Totalt           | Totalt           |
| Ryttare       | Häst    | Gren                 | Straff       | Placering    | Straff       | Totalt       | Placering    | Straff       | Totalt       | Placering    | Straff   | Placering | Straff   | Placering | Straff           | Placering        |
| ------------- | ------- | -------------------- | ------------ | ------------ | ------------ | ------------ | ------------ | ------------ | ------------ | ------------ | -------- | --------- | -------- | --------- | ---------------- | ---------------- |
| Martín Dopazo | Calwaro | Individuell hoppning | 2,25         | 4            | 12,25        | 14,50        | 22           | 12,00        | 26,50        | 31 Q         | 12       | =20 Q     | 17,50    | =18       | Gick inte vidare | Gick inte vidare |

## Rodd
Herrar
| Idrottare                     | Gren                    | Heat    | Heat      | Återkval | Återkval  | Semifinal        | Semifinal        | Final            | Final            | Final |
| Idrottare                     | Gren                    | Tid     | Placering | Tid      | Placering | Tid              | Placering        | Tid              | Placering        |       |
| ----------------------------- | ----------------------- | ------- | --------- | -------- | --------- | ---------------- | ---------------- | ---------------- | ---------------- | ----- |
| Sergio Fernández González     | Singelsculler           | 7:20,65 | 4         | 7:13,68  | 2         | Gick inte vidare | Gick inte vidare | Gick inte vidare | Gick inte vidare |       |
| Damián Ordás, Diego Aguirre   | Lättvikts-dubbelsculler | 6:40,16 | 3         | 6:41,10  | 3         | Gick inte vidare | Gick inte vidare | Gick inte vidare | Gick inte vidare |       |
| Ulf Lienhard, Sebastián Massa | Tvåa utan styrman       | 6:55,74 | 4         | 6:52,38  | 4         | Gick inte vidare | Gick inte vidare | Gick inte vidare | Gick inte vidare |       |

Damer
| Idrottare   | Gren          | Heat    | Heat      | Återkval | Återkval  | Semifinal        | Semifinal        | Final            | Final            | Final |
| Idrottare   | Gren          | Tid     | Placering | Tid      | Placering | Tid              | Placering        | Tid              | Placering        |       |
| ----------- | ------------- | ------- | --------- | -------- | --------- | ---------------- | ---------------- | ---------------- | ---------------- | ----- |
| Paola López | Singelsculler | 8:06,65 | 4         | 8:03,83  | 3         | Gick inte vidare | Gick inte vidare | Gick inte vidare | Gick inte vidare |       |
| Paola López | Dubbelsculler | 7:30,74 | 5         | 7:28,19  | 4         | Gick inte vidare | Gick inte vidare | Gick inte vidare | Gick inte vidare |       |

## Segling
Herrar
| Seglare                         | Gren    | Lopp | Lopp | Lopp | Lopp | Lopp     | Lopp | Lopp | Lopp | Lopp     | Lopp | Lopp | Summerad poäng | Finalplacering |
| Seglare                         | Gren    | 1    | 2    | 3    | 4    | 5        | 6    | 7    | 8    | 9        | 10   | 11   | Summerad poäng | Finalplacering |
| ------------------------------- | ------- | ---- | ---- | ---- | ---- | -------- | ---- | ---- | ---- | -------- | ---- | ---- | -------------- | -------------- |
| Javier Conte, Juan de la Fuente | 470     | 11   | 6    | 8    | 5    | (30) OCS | 6    | 3    | 7    | 1        | (17) | 10   | 57             | Brons          |
| Carlos Espínola                 | Mistral | 8    | 3    | 8    | 1    | 5        | 7    | 2    | (26) | 6        | (11) | 3    | 43             | Silver         |
| Eduardo Farre, Mariano Lucca    | Star    | 10   | (15) | 14   | 15   | (17) DNC | 14   | 14   | 14   | 13       | 14   | 11   | 119            | 16             |
| Santiago Lange, Mariano Parada  | Tornado | 6    | 13   | 10   | 3    | 8        | 5    | 6    | (17) | (15) OCS | 14   | 10   | 75             | 10             |
| Diego Romero                    | Laser   | 21   | 25   | 23   | 10   | 13       | 21   | 18   | (28) | (27)     | 27   | 4    | 162            | 23             |

M = Medaljlopp; EL = Eliminerad – gick inte vidare till medaljloppet;
Damer
| Seglare                             | Gren        | Lopp | Lopp | Lopp | Lopp | Lopp | Lopp | Lopp | Lopp | Lopp | Lopp | Lopp | Summerad poäng | Finalplacering |
| Seglare                             | Gren        | 1    | 2    | 3    | 4    | 5    | 6    | 7    | 8    | 9    | 10   | 11   | Summerad poäng | Finalplacering |
| ----------------------------------- | ----------- | ---- | ---- | ---- | ---- | ---- | ---- | ---- | ---- | ---- | ---- | ---- | -------------- | -------------- |
| Serena Amato                        | Europajolle | 6    | (15) | 9    | 5    | 2    | 2    | 6    | 1    | (14) | 12   | 8    | 51             | 3              |
| Maria Fernanda Sesto, Paula Reinoso | 470         | 10   | 6    | (16) | 8    | (15) | 8    | 13   | 1    | 7    | 6    | 13   | 72             | 12             |

M = Medaljlopp; EL = Eliminerad – gick inte vidare till medaljloppet;

## Simhopp
Damer
| Hoppare          | Gren         | Kval   | Kval      | Semifinal        | Semifinal        | Final            | Final            |
| Hoppare          | Gren         | Poäng  | Placering | Poäng            | Placering        | Poäng            | Placering        |
| ---------------- | ------------ | ------ | --------- | ---------------- | ---------------- | ---------------- | ---------------- |
| Svetlana Ishkova | Damernas 3 m | 185,61 | 40        | Gick inte vidare | Gick inte vidare | Gick inte vidare | Gick inte vidare |

## Taekwondo
| Idrottare           | Gren             | Åttondelsfinaler     | Kvartsfinaler        | Semifinaer             | Återkval omg. 1      | Återkval omg. 2      | Final                        | Final |
| Idrottare           | Gren             | Motståndare Resultat | Motståndare Resultat | Motståndare Resultat   | Motståndare Resultat | Motståndare Resultat | Placering                    |       |
| ------------------- | ---------------- | -------------------- | -------------------- | ---------------------- | -------------------- | -------------------- | ---------------------------- | ----- |
| Alejandro Hernando  | Herrarnas −68 kg | Bye                  | Saei (IRI) L 0–3     | Gick inte vidare       | Gick inte vidare     | Gick inte vidare     | Gick inte vidare             |       |
| Gabriel Taraburelli | Herrarnas −58 kg | Bye                  | Cruz (PHI) W 7–5     | Mouroutsos (GRE) L 1–2 | Bye                  | Sekkat (MAR) W 5–4   | Bronsmatch Huang (TPE) L 0–3 |       |

## Tennis
Herrar
| Spelare                              | Gren      | Omgång 1                          | Omgång 2                              | Åttondelsfinaler             | Kvartsfinaler     | Semifinaler       | Final / BM        | Final / BM |
| Spelare                              | Gren      | Motståndare Poäng                 | Motståndare Poäng                     | Motståndare Poäng            | Motståndare Poäng | Motståndare Poäng | Motståndare Poäng | Placering  |
| ------------------------------------ | --------- | --------------------------------- | ------------------------------------- | ---------------------------- | ----------------- | ----------------- | ----------------- | ---------- |
| Juan Ignacio Chela                   | Damsingel | Escudé (FRA) W 6–7(5–7), 7–5, 6–1 | Kafelnikov (RUS) L 6–7(4–7), 4–6      | Gick inte vidare             | Gick inte vidare  | Gick inte vidare  | Gick inte vidare  | =17        |
| Gastón Gaudio                        | Damsingel | Escudé (FRA) L 6–7(4–7), 6–4, 1–6 | Gick inte vidare                      | Gick inte vidare             | Gick inte vidare  | Gick inte vidare  | Gick inte vidare  | =33        |
| Franco Squillari                     | Damsingel | Alami (MAR) L 4–6, 6–7(5–7)       | Gick inte vidare                      | Gick inte vidare             | Gick inte vidare  | Gick inte vidare  | Gick inte vidare  | =33        |
| Mariano Zabaleta                     | Damsingel | Ríos (CHI) W 6–7(8–10), 6–4, 7–5  | Tarango (USA) W 6–2, 6–3              | Mirnji (BLR) L 6–7(4–7), 2–6 | Gick inte vidare  | Gick inte vidare  | Gick inte vidare  | =9         |
| Juan Ignacio Chela, Mariano Zabaleta | Damdubbel | N/A                               | Corretja (ESP) Costa (ESP) L 3–6, 4–6 | Gick inte vidare             | Gick inte vidare  | Gick inte vidare  | Gick inte vidare  | =17        |

Damer
| Spelare                      | Gren       | Omgång 1                      | Omgång 2                                  | Åttondelsfinaler                     | Kvartsfinaler     | Semifinaler       | Final / BM        | Final / BM |
| Spelare                      | Gren       | Motståndare Poäng             | Motståndare Poäng                         | Motståndare Poäng                    | Motståndare Poäng | Motståndare Poäng | Motståndare Poäng | Placering  |
| ---------------------------- | ---------- | ----------------------------- | ----------------------------------------- | ------------------------------------ | ----------------- | ----------------- | ----------------- | ---------- |
| Florencia Labat              | Herrsingel | Oremans (NED) L 2–6, 4–6      | Gick inte vidare                          | Gick inte vidare                     | Gick inte vidare  | Gick inte vidare  | Gick inte vidare  | =33        |
| María Emilia Salerni         | Herrsingel | Zvereva (BLR) W 6–3, 4–6, 6–2 | Schett (AUT) L 6–7(5–7), 4–6              | Gick inte vidare                     | Gick inte vidare  | Gick inte vidare  | Gick inte vidare  | =17        |
| Paola Suárez                 | Herrsingel | Davenport (USA) L 2–6, 2–6    | Gick inte vidare                          | Gick inte vidare                     | Gick inte vidare  | Gick inte vidare  | Gick inte vidare  | =33        |
| Laura Montalvo, Paola Suárez | Herrdubbel | N/A                           | Farina Elia (ITA) Grande (ITA) W 6–0, 6–0 | Sequera (VEN) Vento (VEN) L 4–6, 1–6 | Gick inte vidare  | Gick inte vidare  | Gick inte vidare  | =9         |

## Triathlon
| Triathlet      | Gren                | Simning (1,5 km) | Trans 1 | Cykling (40 km) | Trans 2 | Löpning (10 km) | Total tid | Placering |
| -------------- | ------------------- | ---------------- | ------- | --------------- | ------- | --------------- | --------- | --------- |
| Oscar Galíndez | Herrarnas triathlon | 18:28            | 0:23    | 58:59           | 0:21    | 32:48           | 1:50:59   | 28        |